# Związek Młodzieży Polskiej „Przyszłość”
Związek Młodzieży Polskiej „Przyszłość” (PET) – tajna, trójzaborowa organizacja wewnętrzna Organizacji Młodzieży Narodowej Szkół Średnich, działająca w zaborze rosyjskim i austriackim w latach 1901-1922. W zaborze pruskim była to wewnętrzna organizacja Towarzystwa Tomasza Zana. Wcześniej, w latach 1899-1901 działała pod nazwą Czerwona róża, w latach 1901-1902 – pod nazwą Iks. Powstała z inicjatywy działaczy Związku Młodzieży Polskiej „Zet”
Celem PET-u była walka o niepodległość Polski i samokształcenie młodzieży, w tym szczególnie nauka języka polskiego i historii Polski.
W Królestwie Polskim PET kierował Organizacją Młodzieży Narodowej.
PET poparł strajk szkolny w 1905 roku i bojkot rosyjskich szkół rządowych.